# Karl Gotthelf von Hund
Karl Gotthelf von Hund de son titre complet : Karl Gotthelf, baron von Hund und Altengrotkau né le 11 septembre 1722 et mort le 8 novembre 1776 à Meiningen est un aristocrate allemand, fondateur de la Stricte Observance templière, rite maçonnique qui apparait en Allemagne vers 1755 et qui s'étend et perdure en Europe jusqu'à sa mort. L'influence de son régime imprègne le Rite écossais rectifié créé à l'issue du convent de Wilhelmsbad en 1782.

## Biographie

### Jeunesse et vie publique
Karl Gotthelf von Hund né en Lusace est issue d'une famille de nobles. Il est le descendant d'Henry von Hund commandeur de l'ordre de Saint-Jean de Jérusalem à Kłodzko entre 1518 et 1523, où il tient le poste de gouverneur. Il devient orphelin à l'âge de 9 ans. En 1737, il part étudier à        l'Université de Leipzig. Il voyage à partir de 1742 et se convertit au catholicisme à Paris, religion qu'il ne quitte plus jusqu'à sa mort.
En 1775, il est élu doyen des États de Haute-Lusace. En 1760, il est nommé conseiller d'Auguste III de Pologne, en 1769, il est conseiller de l'impératrice Marie-Josèphe d'Autriche.

### Franc-maçonnerie
Karl Gotthelf von Hund est initié en franc-maçonnerie le 18 octobre 1741 dans la première loge maçonnique de Francfort-sur-le-Main, « Les trois chardons ». Il est vénérable maître d'une loge parisienne en 1743, il affirme sans faillir durant toute sa vie, avoir été reçu au sein de la maçonnerie templière dans cette ville, par un maçon dont le nom d'Ordre est Eques a panna rubra et qui ne serait autre, selon ses dires, que le Charles Édouard Stuart prétendant au trône d'Angleterre.

### Stricte observance templière
Il crée en réunissant deux loges et deux chapitres qui ne comprennent que quelques membres, un régime maçonnique qui se base sur un thème Templier et jacobite et qui prend le nom de Stricte Observance. Son régime se compose de six grades, trois symboliques et trois supérieurs qui sont intégrés au sein d'un ordre intérieur dont il conserve l'autorité en raison de son rang et des moyens financiers importants dont il est doté.